# Karel Verstovšek
Karel Verstovšek, slovenski politik in filolog, * 26. julij 1871, Velenje, † 27. marec 1923, Maribor.
Po osnovni šoli v Velenju je v letih 1885-93 obiskoval gimnazijo v Celju, v letih 1893-97 je študiral filologijo v Gradcu, kjer je leta 1903 doktoriral. V letih 1898-1911 in od 1921 je bil profesor na klasični gimnaziji v Mariboru. V času Avstro-Ogrske je bil deželni (od leta 1909) in državni poslanec (od leta 1910), leta 1918 pa predsednik Narodnega sveta v Mariboru in od 31. oktobra 1918 do decembra 1920, s prekinitvijo od novembra 1919 do februarja 1920, poverjenik za uk in bogočastje v Narodni vladi in Deželni vladi v Ljubljani. Politično je ves čas pripadal katoliškemu taboru. Leta 1901 je bil imenovan za zaupnika v Mariboru, od leta 1906 pa je bil zelo aktiven pri ustanovitvi Kmečke zveze.
V času prve svetovne vojne je ostro nasprotoval preganjanju Slovencev na Štajerskem. Novembra 1916 je izrazil nezadovoljstvo nad delovanjem Ivana Šušteršiča v SLS. 
V Narodnem svetu je podpiral vojaške akcije Rudolfa Maistra in ga 1. novembra 1918 imenoval za generala. Kot predsednik Narodnega sveta za Štajersko je dosegel imenovanje slovenskih okrajnih glavarjev in županov. Posebno velike so njegove zasluge pri ustanavljanju Univerze v Ljubljani.